# فالديمار أمير الدنمارك
فالديمار أمير الدنمارك (بالدنماركية: Prins Valdemar) (27 أكتوبر 1858 - 14 يناير 1939) كان أحد أعضاء العائلة الدنماركية المالكة فهو الابن الثالث والأصغر لكريستيان التاسع ملك الدنمارك.